# Warpechy Stare
Warpechy Stare (do 31 grudnia 2002 Stare Warpechy) – wieś w Polsce położona w województwie podlaskim, w powiecie bielskim, w gminie Wyszki.
Według Powszechnego Spisu Ludności z 1921 roku wieś zamieszkiwało 200 osób, wśród których 195 było wyznania rzymskokatolickiego, 2 prawosławnego a 3 mojżeszowego. Jednocześnie 195 mieszkańców zadeklarowało polską przynależność narodową, 2 białoruską a 3 żydowską. Było tu 39 budynków mieszkalnych.
W latach 1975–1998 miejscowość należała administracyjnie do województwa białostockiego. 1 stycznia 2003 nastąpiła zmiana nazwy wsi ze Stare Warpechy na Warpechy Stare.
Wierni kościoła rzymskokatolickiego należą do parafii św. Andrzeja Apostoła w Wyszkach.